# Runsdorf
Runsdorf ist ein Ortsteil der Gemeinde Nobitz im Landkreis Altenburger Land in Thüringen.

## Lage
Runsdorf befindet sich 5 Kilometer östlich von Gößnitz an der Kreisstraße 514 im Altenburg-Zeitzer Lösshügelland.

## Geschichte
Die urkundliche Ersterwähnung des Dorfes fand von 1181 bis 1214 statt. Die Vertreter des Ortes gehen von 1181 aus. Der ursprüngliche Name „Rodwanistorf“ ist ein slawisch-deutscher Mischname mit der Bezeichnung „Dorf des Rodvan“. Im Urkundenbuch des Klosters Bosau findet sich der Nachweis, das Runsdorf ursprünglich eine deutsche Siedlung ist. Runsdorf gehörte zum wettinischen Amt Altenburg, welches ab dem 16. Jahrhundert aufgrund mehrerer Teilungen im Lauf seines Bestehens unter der Hoheit folgender Ernestinischer Herzogtümer stand: Herzogtum Sachsen (1554 bis 1572), Herzogtum Sachsen-Weimar (1572 bis 1603), Herzogtum Sachsen-Altenburg (1603 bis 1672), Herzogtum Sachsen-Gotha-Altenburg (1672 bis 1826). Bei der Neuordnung der Ernestinischen Herzogtümer im Jahr 1826 kam der Ort wiederum zum Herzogtum Sachsen-Altenburg.
Nach der Verwaltungsreform im Herzogtum gehörte er bezüglich der Verwaltung zum Ostkreis (bis 1900) bzw. zum Landratsamt Altenburg (ab 1900). Das Dorf gehörte ab 1918 zum Freistaat Sachsen-Altenburg, der 1920 im Land Thüringen aufging. 1922 kam es zum Landkreis Altenburg. Das historische Ortsbild ist durch den Abbau von Braunkohle ab 1861 stark verändert worden, da zahlreiche Häusleranwesen entstanden. In mehreren kleinen Tiefbaugruben wurde das südlich des Orts gelegene Braunkohleflöz bis zur Jahrtausendwende (2000) Kohle gefördert. 1880 gab es 25 Anwesen, drei Anspännergüter und ein Handgut bei 129 Einwohnern.
Am 1. Juli 1950 wurde Runsdorf nach Podelwitz eingemeindet. Bei der zweiten Kreisreform in der DDR wurden 1952 die bestehenden Länder aufgelöst und die Landkreise neu zugeschnitten. Somit kam Runsdorf als Ortsteil der Gemeinde Podelwitz mit dem Kreis Schmölln an den Bezirk Leipzig, der seit 1990 als Landkreis Schmölln zu Thüringen gehörte und 1994 im Landkreis Altenburger Land aufging.
Im Jahr 1953 wurde die LPG Friedenswacht gegründet, die sich später der Podelwitzer LPG anschloss. Im Jahr 1984 schloss der Gasthof, dessen erste Schankgerechtigkeit aus dem Jahr 1618 stammte. Das Gebäude der 1996 geschlossenen Schule beherbergt heute den kommunalen Bauhof. Weiterhin organisiert die Begegnungsstätte von hier ihre Veranstaltungen für das Gemeindegebiet. Mit dem Aufgehen der Gemeinde Podelwitz in der Einheitsgemeinde Saara wurde Runsdorf am 1. Januar 1996 ein Ortsteil dieser Gemeinde, bis diese wiederum am 31. Dezember 2012 zu Nobitz kam.